# 宏缘镇
宏缘镇，原为宏缘乡，是中华人民共和国四川省资阳市简阳市下辖的一个乡镇级行政单位。2019年12月，撤乡设镇，宏缘镇人民政府驻渡口街15号。

## 行政区划
宏缘镇下辖以下地区：
矮桥村、大堰村、渡口村、古井村、河心村、红沙村、金简村、金盆村、兰家村、螺丝岭村、米家村、人民村、荣合村、三多村、驼柏村、易家坝村和壮家村。